# Kleinpaschleben
Kleinpaschleben ist ein Ortsteil der gleichnamigen Ortschaft der Gemeinde Osternienburger Land im Landkreis Anhalt-Bitterfeld in Sachsen-Anhalt, (Deutschland).

## Geografie

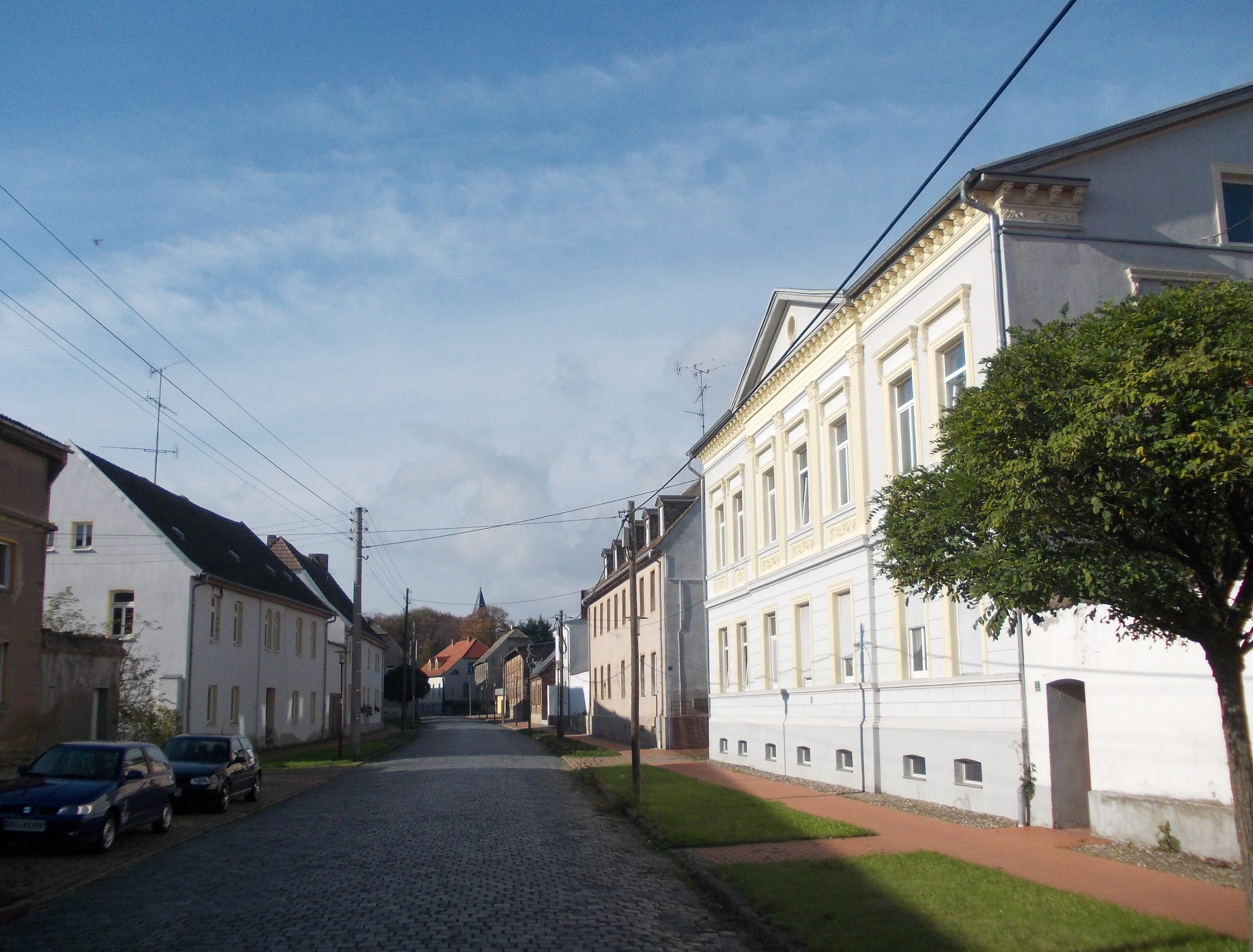
Dorfstraße

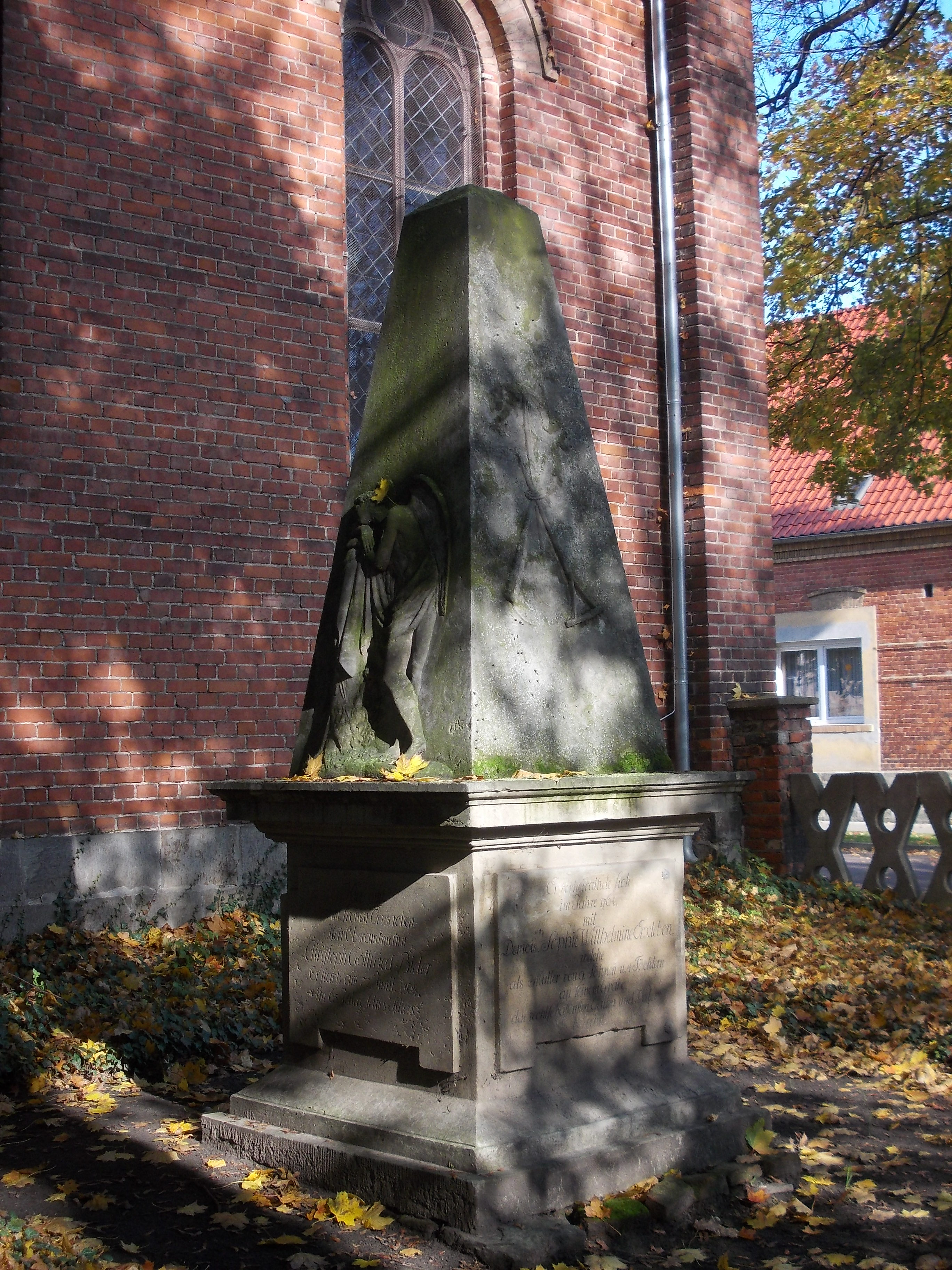
Bieler-Grabdenkmal von 1808

Kleinpaschleben liegt zwischen Bernburg (Saale) und Köthen (Anhalt) am Rande des Biosphärenreservates Mittlere Elbe.
Die Ortschaft Kleinpaschleben bildet sich durch die Ortsteile Kleinpaschleben und Mölz.

## Geschichte
Kleinpaschleben wurde erstmals im Jahr 1179 urkundlich erwähnt und früher meist Klein-Paschleben geschrieben. 1682 wütete hier die Pest und in derselben Zeit war ein „großer Brand“ in dem Ort. Die Kirche befand sich ursprünglich etwas außerhalb in der Dorfstätte Scharwegk, bis im Jahr 1781 eine neue Kirche im Ort erbaut und in Gegenwart des Fürsten Karl Georg Lebrecht von Anhalt-Köthen eingeweiht wurde.
In Kleinpaschleben gab es das sogenannte Bieler’sche Freigut, welches vom Domänenpächter und Gutsbesitzer Oberamtmann (Johann) Christoph Gottfried Bieler (* 1743 in Baasdorf, † 1808 in Kleinpaschleben) und seiner Ehefrau Sophie (Christina) Wilhelmine Erxleben (* 1748 in Großbadegast, † 1820 in Kleinpaschleben) betrieben wurde. Das Bieler-Grabmal auf dem Kirchhof gibt auf einer Seite Auskunft über Titel und Alter des Verstorbenen, auf einer anderen lautet die Inschrift: „Er verheiratete sich im Jahre 1761 mit Demois. Sophie Wilhelmine Erxleben, welche als Mutter von 9 Söhnen und Töchtern an seinem Grabe den rechtschaffenen Gatten und Vater beweint“.
Im frühen 19. Jahrhundert existierte in Kleinpaschleben eine Seifenfabrik (Grünsiederei). Um das Jahr 1830 zählte man 73 Häuser mit 467 Einwohnern.
Am 1. Januar 2010 schlossen sich die bis dahin selbstständigen Gemeinden Kleinpaschleben, Chörau, Diebzig, Dornbock, Drosa, Elsnigk, Großpaschleben, Zabitz, Libbesdorf, Micheln, Osternienburg, Reppichau, Trinum und Wulfen zur Einheitsgemeinde Osternienburger Land zusammen. Gleichzeitig wurde die Verwaltungsgemeinschaft Osternienburg, zu der diese Gemeinden gehörten, aufgelöst.

## Religion
Die evangelische Kirchengemeinde Kleinpaschleben gehört zum Kirchenkreis Köthen der Evangelischen Landeskirche Anhalts. Die Katholiken in Kleinpaschleben gehören zur Pfarrei St. Maria mit Sitz in Köthen, Dekanat Dessau, Bistum Magdeburg.

## Politik

### Ortschaftsrat
Als Ortschaft der Einheitsgemeinde Osternienburger Land übernimmt ein so genannter Ortschaftsrat die Wahrnehmung der speziellen Interessen des Ortes innerhalb bzw. gegenüber den Gemeindegremien. Er wird aus fünf Mitgliedern gebildet.

### Bürgermeister
Als weiteres ortsgebundenes Organ fungiert der Ortsbürgermeister, dieses Amt wird zurzeit von Irene Witzki wahrgenommen.

Wappen von Kleinpaschleben

### Wappen
Blasonierung: „In Rot ein silberner Pelikan mit ausgebreiteten Schwingen, sich mit dem Schnabel die Brust verletzend und mit dem aus der roten Wunde tropfenden Blut seine drei im goldenen Nest vor ihm sitzenden silbernen Jungen nährend.“
Das Wappen wurde vom Magdeburger Kommunalheraldiker Jörg Mantzsch gestaltet und am 21. Mai 2008 durch den Landkreis genehmigt.
Die Farben des Ortes sind Weiß (Silber) - Rot.

### Flagge
Die Flagge ist rot-weiß-rot (1:4:1) gestreift (Querform: Streifen waagerecht verlaufend, Längsform: Streifen senkrecht verlaufend) und mittig mit dem Wappen belegt.

## Infrastruktur und Wirtschaft

### Verkehr
- Direkt durch die Gemarkung Kleinpaschlebens führt die Landesstraße 73 Nienburg (Saale) nach Köthen (Anhalt).
- Die neue Bundesstraße 6n führt direkt an Kleinpaschleben vorbei. Es existiert eine Auf-/Abfahrt bei Kleinpaschleben.

### Bildung
Bis 2016 gab es in Kleinpaschleben die Grundschule Dr. Enno Sander. Ab dem Schuljahr 2016/17 wurde sie wegen Schülermangels mit der Grundschule in Wulfen zusammengelegt.

## Persönlichkeiten
- Dietmar Krause (* 1960). in Kleinpaschleben geborener Politiker, Mitglied des Landtags von Sachsen-Anhalt